# William Craig (filósofo)
William Craig (13 de noviembre de 1918  - 13 de enero de 2016) fue un académico y filósofo estadounidense, que enseñó en la Universidad de California, Berkeley, en Berkeley, California. Sus intereses de investigación incluyeron la lógica matemática y la filosofía de la ciencia, y es mejor conocido por el teorema de interpolación de Craig.

## Biografía
William Craig nació en Núremberg, República de Weimar, el 13 de noviembre de 1918. Se graduó de la Universidad de Harvard con un doctorado en 1951. Se casó con Julia Rebecca Dwight Wilson y tuvo cuatro hijos: Ruth, Walter, Sarah y Deborah. En 1959 se trasladó a la Universidad de California en Berkeley. Murió el 13 de enero de 2016, a la edad de 97 años.

## Logros
Craig es particularmente recordado por dos teoremas que llevan su nombre:
- el teorema de interpolación de Craig, y
- teorema de Craig, también conocido como teorema de axiomatización de Craig o teorema de reaxiomatización de Craig.